# Wilhelm av Urach (1864–1928)
Wilhelm Karl Florestan Gero Crescentius av Urach, född 30 maj 1864 i Monaco, död 24 mars 1928 i Rapallo, var en tysk adelsman som valdes till Litauens kung 1918 som  Mindaugas II men satt bara som nominell kung under fyra månader. Den 2 november 1918 beslöt Litauens landsråd Taryba att inte genomföra det tidigare beslutet om en monarki.

## Biografi
Mindaugas föddes som hertig av Urach, greve av Württemberg. Han var son till hertig Wilhelm av Urach och hans andra hustru, prinsessan Florestine av Monaco, dotter till Florestan I av Monaco. 
Eftersom hans far dog när han bara var fyra år tillbringade han en stor del av barndomen i Monaco, där hans mor Florestine ofta skötte regeringen medan hennes brorson, Albert I av Monaco, åkte på långa oceanografiska expeditioner. Wilhelm var fransktalande.
Han var gift två gånger, första gången 1892 med Amalie Maria, hertiginna i Bayern (1865–1912), halvsyster till den belgiska drottningen Elisabeth, och andra gången 1924 med Wiltrude Marie Alix, prinsessa av Bayern (1885–1975), dotter till Ludwig III av Bayern. Sammanlagt hade han nio barn.